# Novofedorivka, Kirovske
Novofedorivka (în ucraineană Новофедорівка) este un sat în comuna Iarke Pole din raionul Kirovske, Republica Autonomă Crimeea, Ucraina.

## Demografie
Componența lingvistică a localității Novofedorivka
     Tătară crimeeană (46,15%)
     Rusă (42,31%)
     Ucraineană (1,92%)
Conform recensământului din 2001, nu exista o limbă vorbită de majoritatea populației, aceasta fiind compusă din vorbitori de tătară crimeeană (46,15%), rusă (42,31%) și ucraineană (1,92%).